# Thick as a Brick
Thick as a Brick là album phòng thu thứ năm của ban nhạc rock người Anh Jethro Tull, phát hành năm 1972. Điểm đáng chú ý của album này là chỉ gồm đúng một bài hát, kéo dài suốt album. Thick as a Brick được sáng tác có chủ định theo phong cách của một album chủ đề, cũng như một bản nhại (parody) "khoa trương" và "thổi phồng" của cái xu hướng ưu chuộng album chủ đề khi đó. Bìa đĩa gốc, được thiết kế cho trông giống một trang báo, ghi rằng album là tác phẩm phổ nhạc cho bản trường ca của một thiên tài 8 tuổi (hư cấu), dù thực ra phần lời được viết bởi thủ lĩnh ban nhạc, Ian Anderson. Album này nhận được cả sự ca ngợi từ các nhà phê bình và thành công thương mại khi đứng đầu bảng xếp hạng tại Mỹ.

## Bối cảnh
Trưởng nhóm Ian Anderson rất ngạc nhiên với sự tiếp nhận của album trước đó, Aqualung (1971), như một "album chủ đề", thuật ngữ mà khi đó Anderson kiên quyết chối bỏ. Trong một bài phỏng vấn với In the Studio with Redbeard, Anderson trả lời rằng "nghĩ ra cái gì đó thực sự là bà mẹ tất cả các album chủ đề". Lấy Monty Python làm nguồn ảnh hưởng, ông bắt đầu viết một tác phẩm kết hợp giữa âm nhạc phức tạp và óc hài hước, với ý tưởng rằng nó sẽ là một cú chọc vui vẻ thư thái vào thính giả, vào các nhà phê bình, và vào chính ban nhạc.
Anderson phát biểu rằng "album là trò đùa cho những album của Yes và Emerson, Lake & Palmer, giống như phim Airplane! và Airport" và sau đó còn nói "một chút châm biếm về toàn bộ chủ đề của những album rock chủ đề." Dẫu Anderson viết toàn bộ nhạc và lời, ông quyết định ghi rằng mình đồng sáng tác cùng một cậu học sinh hư cấu tên Gerald Bostock. Sự hài hước đủ nhẹ nhàng để một số người hâm mộ tin rằng Bostock là thật.

## Thu âm
Nhóm nhạc có hai tuần để diễn tập trong phòng thu tầng hầm của Rolling Stones ở Bermondsey. Anderson chưa hoàn thành việc sáng tác, nên ông thức dậy sớm để chuẩn bị nhạc phẩm cho ban nhạc chơi ngày hôm đó. Việc thu âm bắt đầu vào tháng 12 năm 1971 tại Morgan Studios, London. Chỉ có phần đầu bài hát là được ban nhạc chơi thử trước khi vào thu âm. Phần còn lại được ghép nối trong phòng thu. Anderson hồi tưởng rằng album cần một tuần để thu âm, còn tay guitar Martin Barre nhớ rằng cả ban nhạc nghĩ ra nhiều ý tưởng khác nhau, và một số phần được thu âm trong một lần duy nhất (one-take), và mỗi thành viên đều có đóng góp quan trọng vào âm nhạc, với sự đóng góp đáng kể từ tay keyboard John Evan.

## Phong cách âm nhạc
Nhiều người cho rằng Thick as a Brick là tác phẩm progressive rock đầu tiên của Jethro Tull, bốn năm sau khi họ phát hành album đầu tay (1968). Album có nhiều chủ đề về âm nhạc, time signature và nhịp độ thường biến đổi – tất cả đều rất thường thấy trong giới progressive rock. Thêm vào đó, các nhạc cụ như harpsichord, xylophone, timpani, violin, đàn luýt, trumpet, saxophone, và bộ dây được sử dụng—khác với kiểu rock ảnh hưởng bởi blues thời đầu của nhóm.

## Tiếp nhận
| Đánh giá chuyên môn | Đánh giá chuyên môn |
| Nguồn đánh giá      | Nguồn đánh giá      |
| Nguồn               | Đánh giá            |
| ------------------- | ------------------- |
| AllMusic            | [ 13 ]              |
| Robert Christgau    | C−                  |
| Rolling Stone       | [ 15 ]              |
| Melody Maker        | tích cực            |
| New Musical Express | tích cực            |
| Sputnik Music       | [ 18 ]              |

Bài đánh giá của Rolling Stone rất tích cực, gọi Thick as a Brick "một trong những sản phẩm đột phá và phức tạp nhất của nhạc rock." Hơn nữa, bài đánh giá còn được ghi: "tiếng guitar của Martin Barre và keyboard của John Evan đặc biệt tỏa sáng, và cách hát của Ian không còn thô ráp nữa. Thick As A Brick là một thử nghiệm độc lập, thật vui khi biết rằng có ai đó trong rock có tham vọng vượt ngoài những track thông thường dài 4-5 phút, và có trí thông minh để nêu lên ý định của mình, trong tất cả sự phức tạp của họ, với nét duyên dáng rộng rãi."
AllMusic cũng đánh giá cao album: "bản hùng ca đầu tiên của Jethro Tull là một kiệt tác trong biên niên sử của progressive rock, và một trong số ít các tác phẩm thuộc thể loại này vẫn còn đáng nghe hàng thập kỷ sau."
Album đạt top 5 trên bảng xếp hạng tại Anh, và số một ở Mỹ, Canada và Úc.
Thick as a Brick được xếp ở vị trí 2 trong danh sách top album của Prog Archives, với điểm trung bình 4.64.
ProgMagazine đặt Thick as a Brick tại số năm 5 trong danh sách The 100 Greatest Prog Albums of All Time, còn Rolling Stone cho album ở số 7 trong danh sách Top 50 Prog Albums of all time của họ.

## Danh sách bài hát
Tất cả lời bài hát được viết bởi "Gerald Bostock" (Ian Anderson); tất cả nhạc phẩm được soạn bởi Anderson .
| Mặt 1 | Mặt 1                      | Mặt 1      |
| STT   | Nhan đề                    | Thời lượng |
| ----- | -------------------------- | ---------- |
| 1.    | "Thick as a Brick, Part I" | 22:40      |

| Mặt 2 | Mặt 2                       | Mặt 2      |
| STT   | Nhan đề                     | Thời lượng |
| ----- | --------------------------- | ---------- |
| 2.    | "Thick as a Brick, Part II" | 21:06      |

| Track tặng kèm trong ấn bản Kỷ niệm 25 năm | Track tặng kèm trong ấn bản Kỷ niệm 25 năm                                   | Track tặng kèm trong ấn bản Kỷ niệm 25 năm |
| STT                                        | Nhan đề                                                                      | Thời lượng                                 |
| ------------------------------------------ | ---------------------------------------------------------------------------- | ------------------------------------------ |
| 3.                                         | "Thick as a Brick" (1978 live version at Madison Square Garden)              | 10:50                                      |
| 4.                                         | "Interview with Jethro Tull" (Ian Anderson, Martin Barre và Jeffrey Hammond) | 16:30                                      |

| Track tặng kèm trong ấn bản Kỷ niệm 40 năm | Track tặng kèm trong ấn bản Kỷ niệm 40 năm | Track tặng kèm trong ấn bản Kỷ niệm 40 năm |
| STT                                        | Nhan đề                                    | Thời lượng                                 |
| ------------------------------------------ | ------------------------------------------ | ------------------------------------------ |
| 3.                                         | "1972 Radio Ad"                            | 0:59                                       |

## Bảng xếp hạng
| Năm  | Bảng xếp hạng                             | Vị trí |
| ---- | ----------------------------------------- | ------ |
| 1972 | Billboard 200                             | 1      |
| 1972 | Australian Kent Music Report Albums Chart | 1      |
| 1972 | Canadian Albums Chart                     | 1      |

## Thành phần tham gia
Jethro Tull
- Ian Anderson – hát chính, guitar mộc, sáo, violin, trumpet, saxophone, bìa đĩa
- Martin Barre – guitar điện, đàn luýt
- John Evan – organ, piano, harpsichord, bìa đĩa
- Jeffrey Hammond (như "Jeffrey Hammond-Hammond") – guitar bass, đọc chữ, bìa đĩa
- Barriemore Barlow – trống, bộ gõ, timpani

Nhạc công khác
- David Palmer – Điều khiển dàn nhạc[12]
- Terry Ellis - Sản xuất